# Сен-Фрон-ла-Ривьер
Сен-Фрон-ла-Ривье́р (фр. Saint-Front-la-Rivière) — коммуна во Франции, находится в регионе Аквитания. Департамент — Дордонь. Входит в состав кантона Ле-Перигор-вер-нонтронне. Округ коммуны — Нонтрон.
Код INSEE коммуны — 24410.

## География

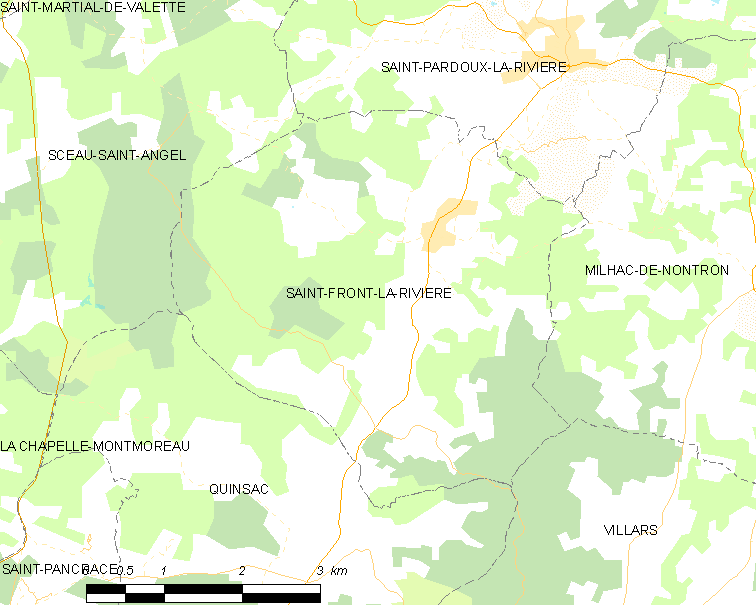
Карта коммуны

Коммуна расположена приблизительно в 400 км к югу от Парижа, в 125 км северо-восточнее Бордо, в 32 км к северу от Перигё.
По территории коммуны протекает река Дрон.

### Климат
Климат умеренный океанический со средним уровнем осадков, которые выпадают преимущественно зимой. Лето здесь долгое и тёплое, однако также довольно влажное, здесь не бывает регулярных периодов летней засухи. Средняя температура января — 5 °C, июля — 18 °C. Изредка вследствие стечения неблагоприятных погодных условий может наблюдаться непродолжительная засуха или случаются поздние заморозки. Климат меняется очень часто, как в течение сезона, так и год от года.

## Население
Население коммуны на 2010 год составляло 526 человек.
| 1962 | 1968 | 1975 | 1982 | 1990 | 1999 | 2010 |
| ---- | ---- | ---- | ---- | ---- | ---- | ---- |
| 639  | 570  | 586  | 541  | 559  | 543  | 526  |

## Администрация
| Период | Период | Фамилия            | Партия       | Примечания |
| ------ | ------ | ------------------ | ------------ | ---------- |
| 1945   | 1955   | Пьер Гишар         |              |            |
| 1955   | 1977   | Анри Лакур         |              |            |
| 1977   | 1981   | Иван Брето         |              |            |
| 1981   | 2008   | Пьер Дюбюиссон     |              |            |
| 2008   | 2020   | Морис Франсис Гино | беспартийный |            |

## Экономика
В 2010 году среди 304 человек трудоспособного возраста (15-64 лет) 201 были экономически активными, 103 — неактивными (показатель активности — 66,1 %, в 1999 году было 68,3 %). Из 201 активных жителей работали 192 человека (101 мужчина и 91 женщина), безработных было 9 (5 мужчин и 4 женщины). Среди 103 неактивных 18 человек были учениками или студентами, 61 — пенсионерами, 24 были неактивными по другим причинам.

## Достопримечательности
- Замок Кано (XIX век)
- Замок Помье[фр.] (XV век). Исторический памятник с 1959 года[5]
- Замок Реноди[фр.] (XIII век). Исторический памятник с 1946 года[6]
- Замок Сольнье[фр.] (XIII век). Исторический памятник с 1969 года[7]
- Романская церковь Св. Фронта

## Фотогалерея

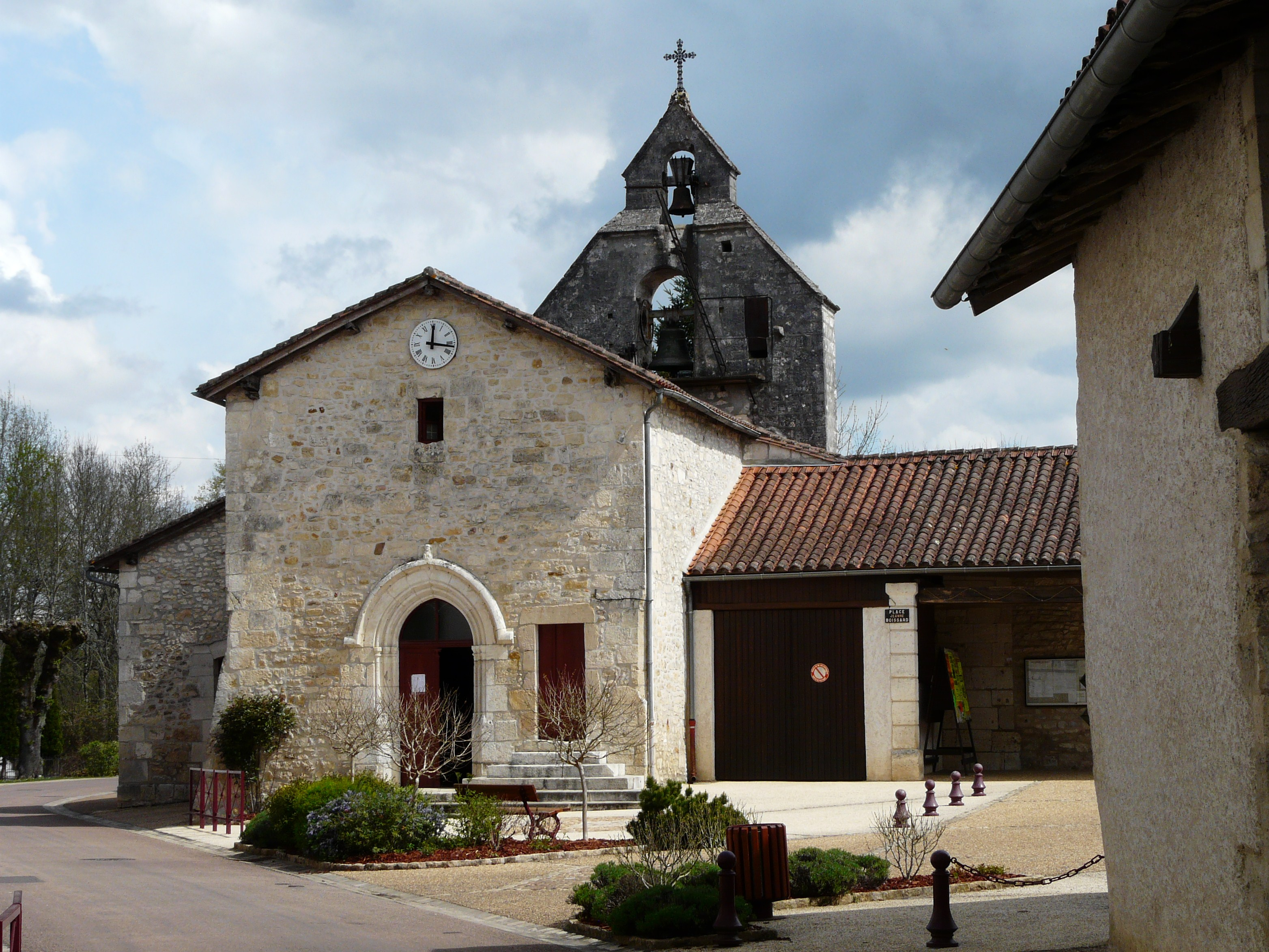
Церковь Св. Фронта
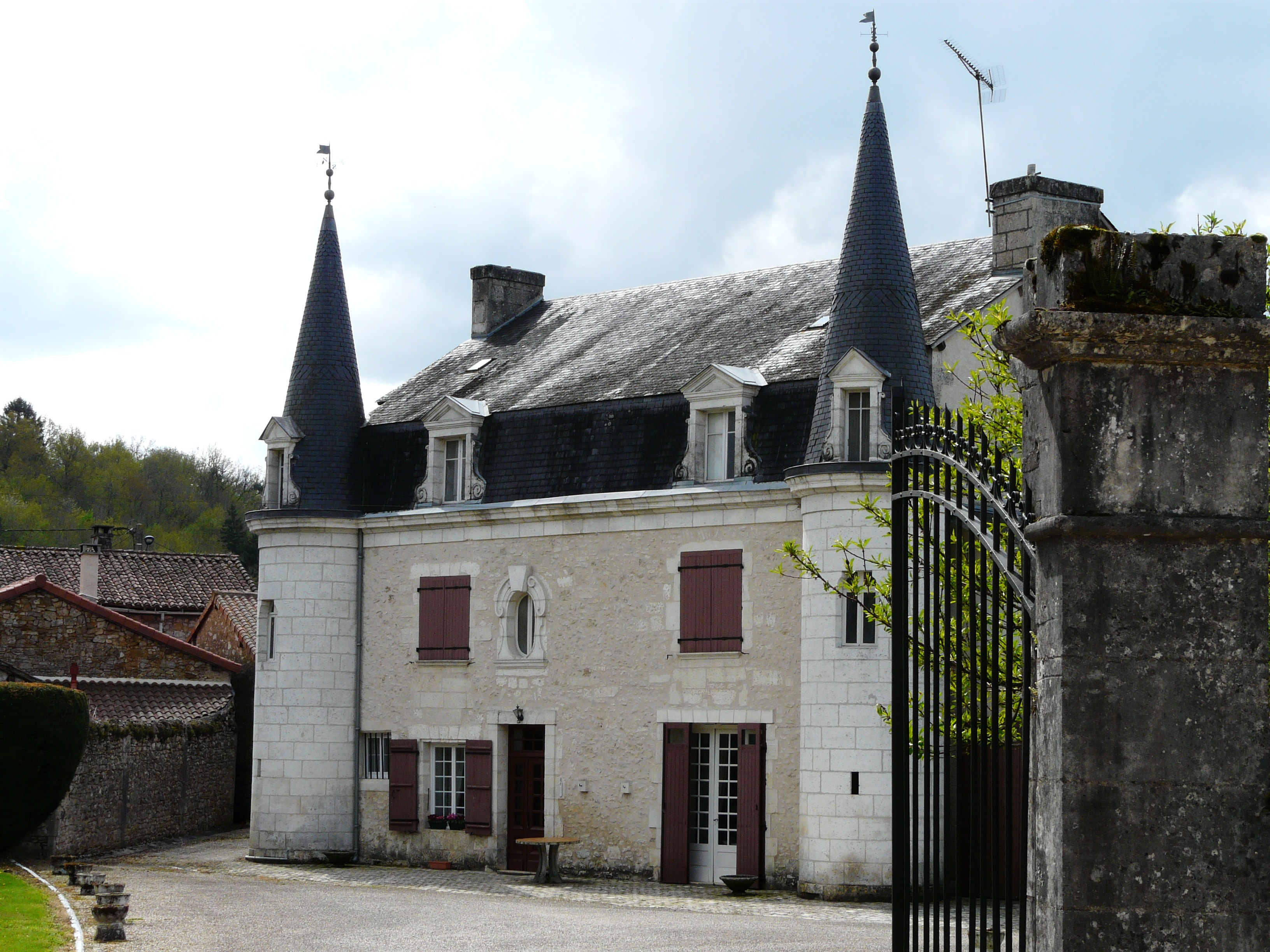
Замок Кано
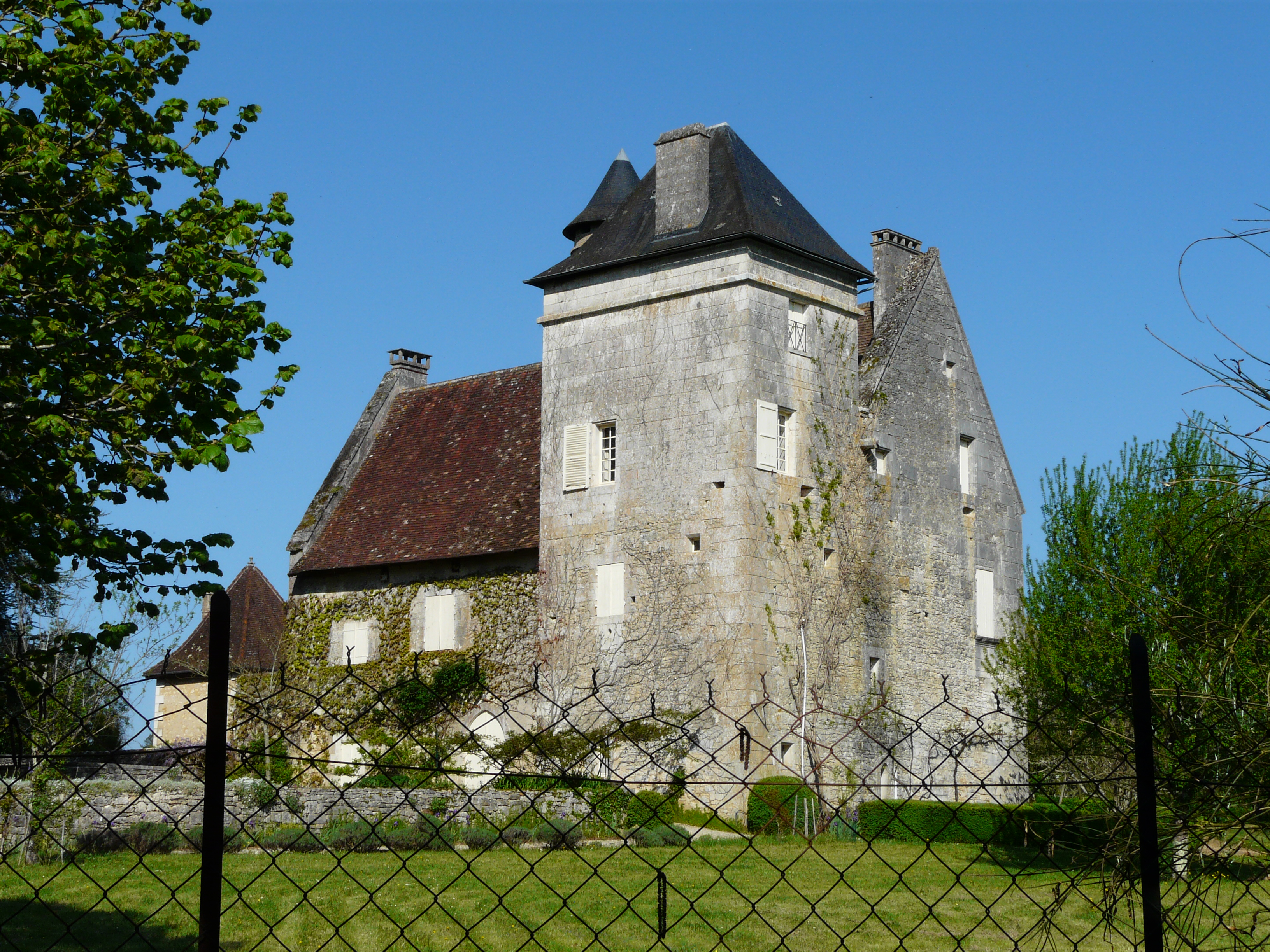
Замок Помье
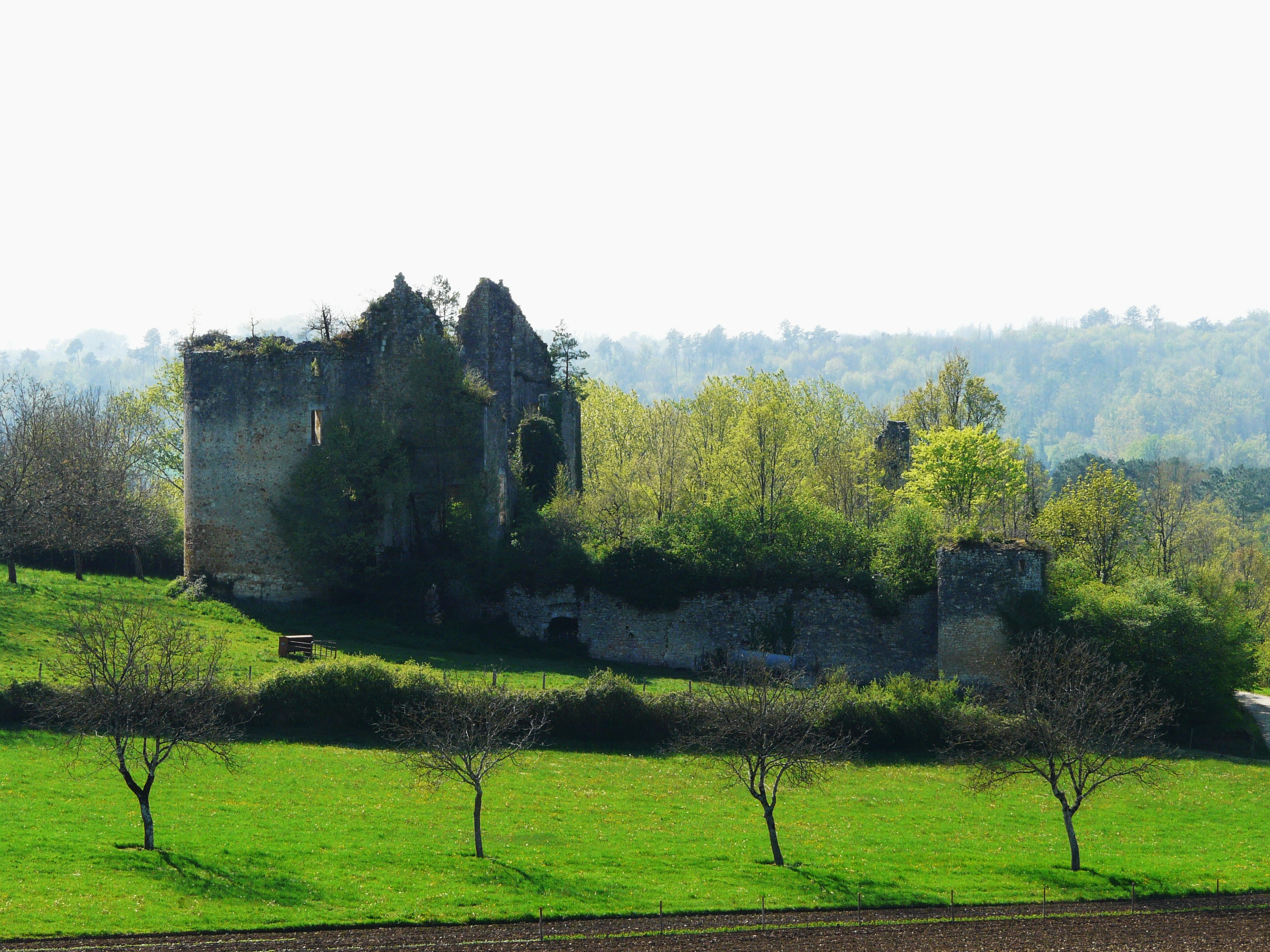
Замок Реноди
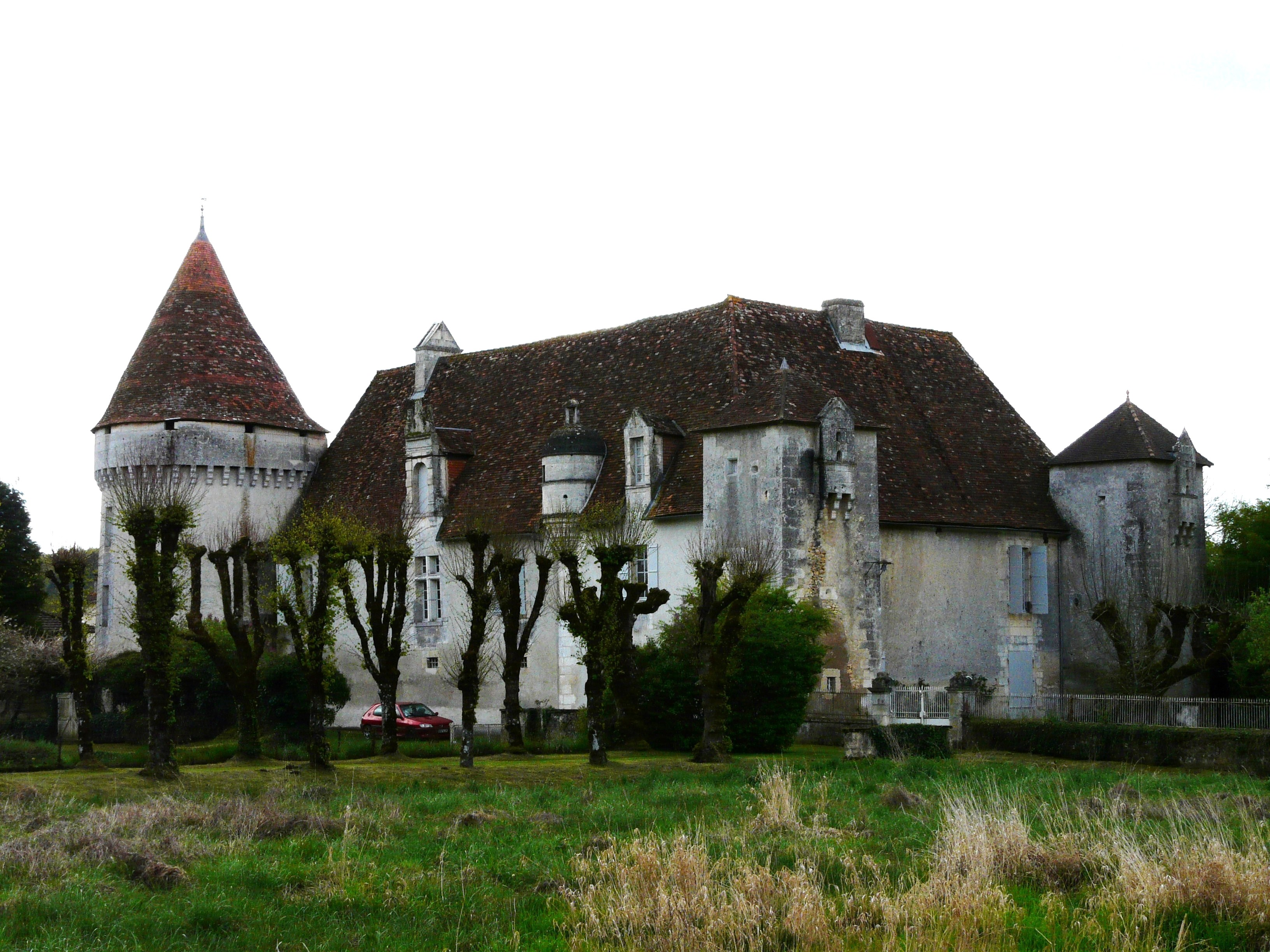
Замок Сольнье
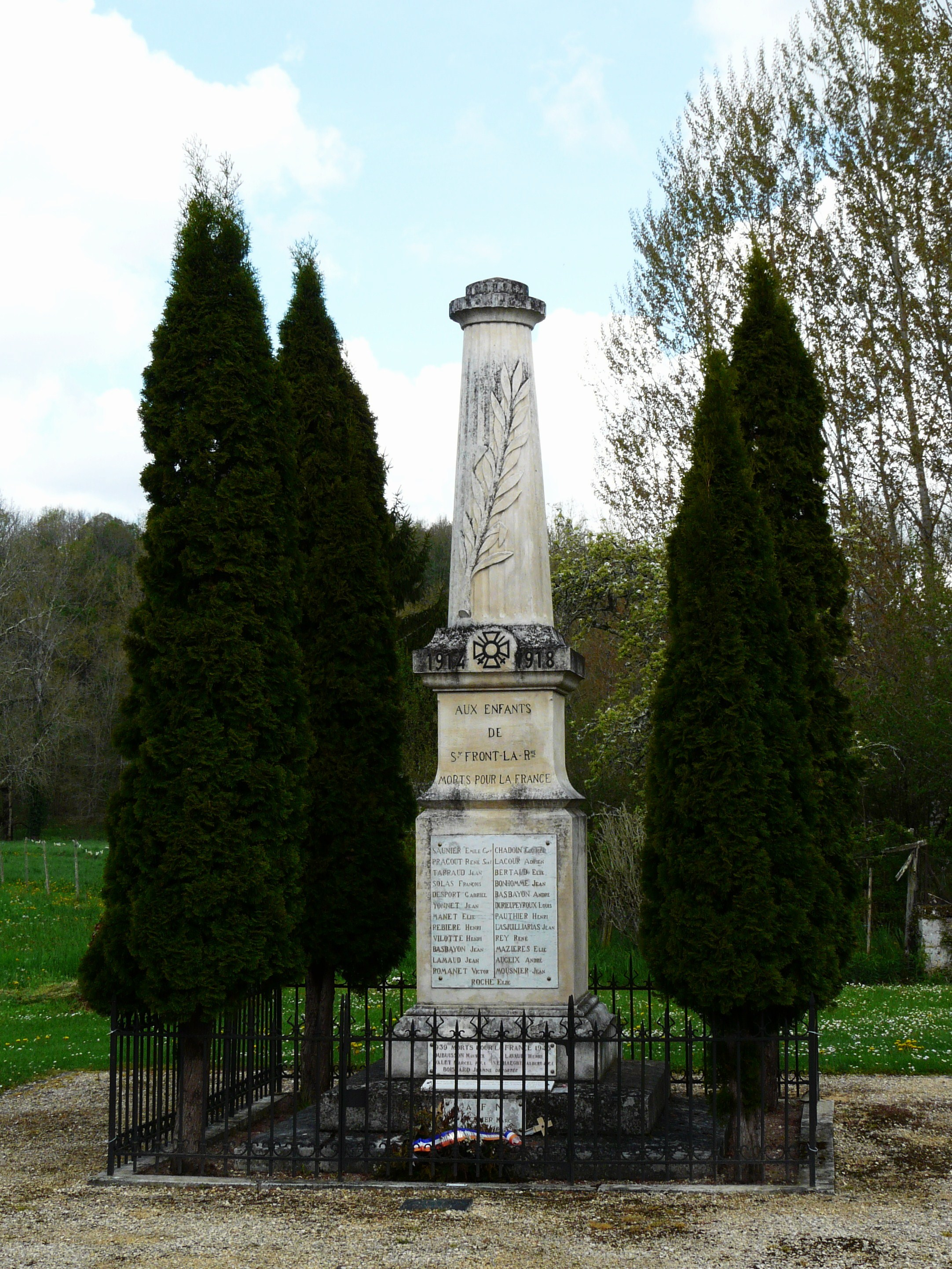
Военный мемориал
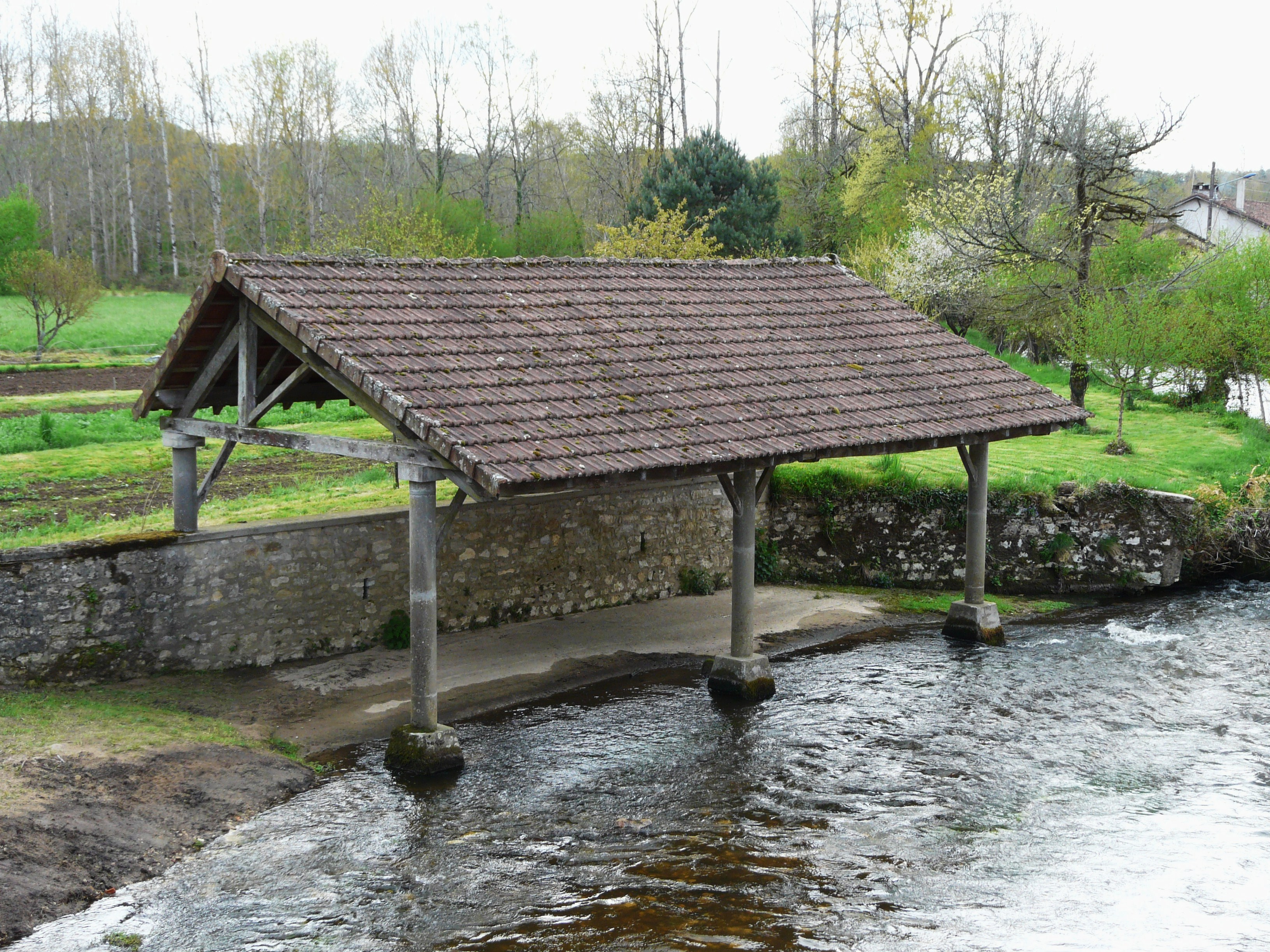
Общественная прачечная
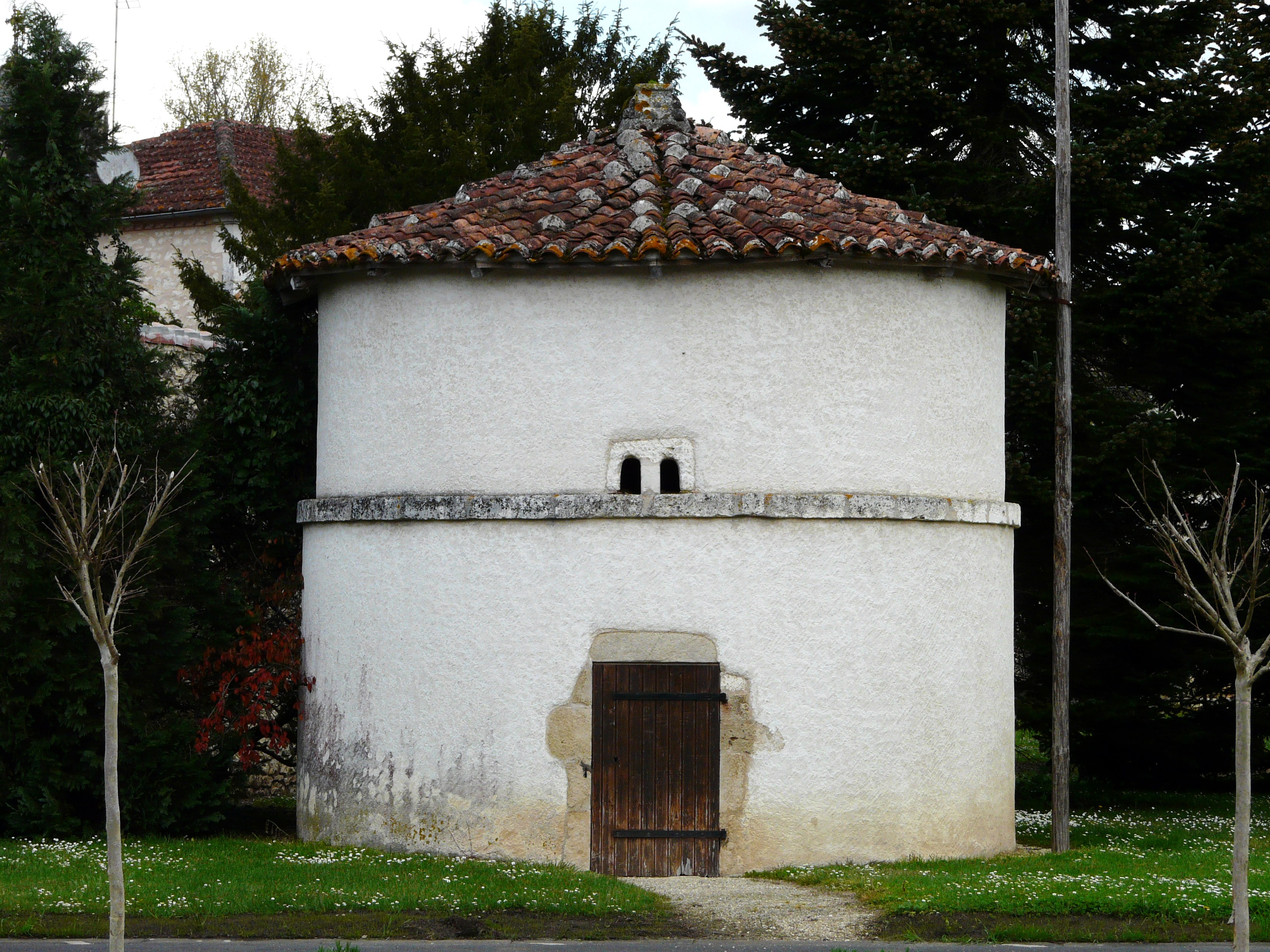
Голубятня
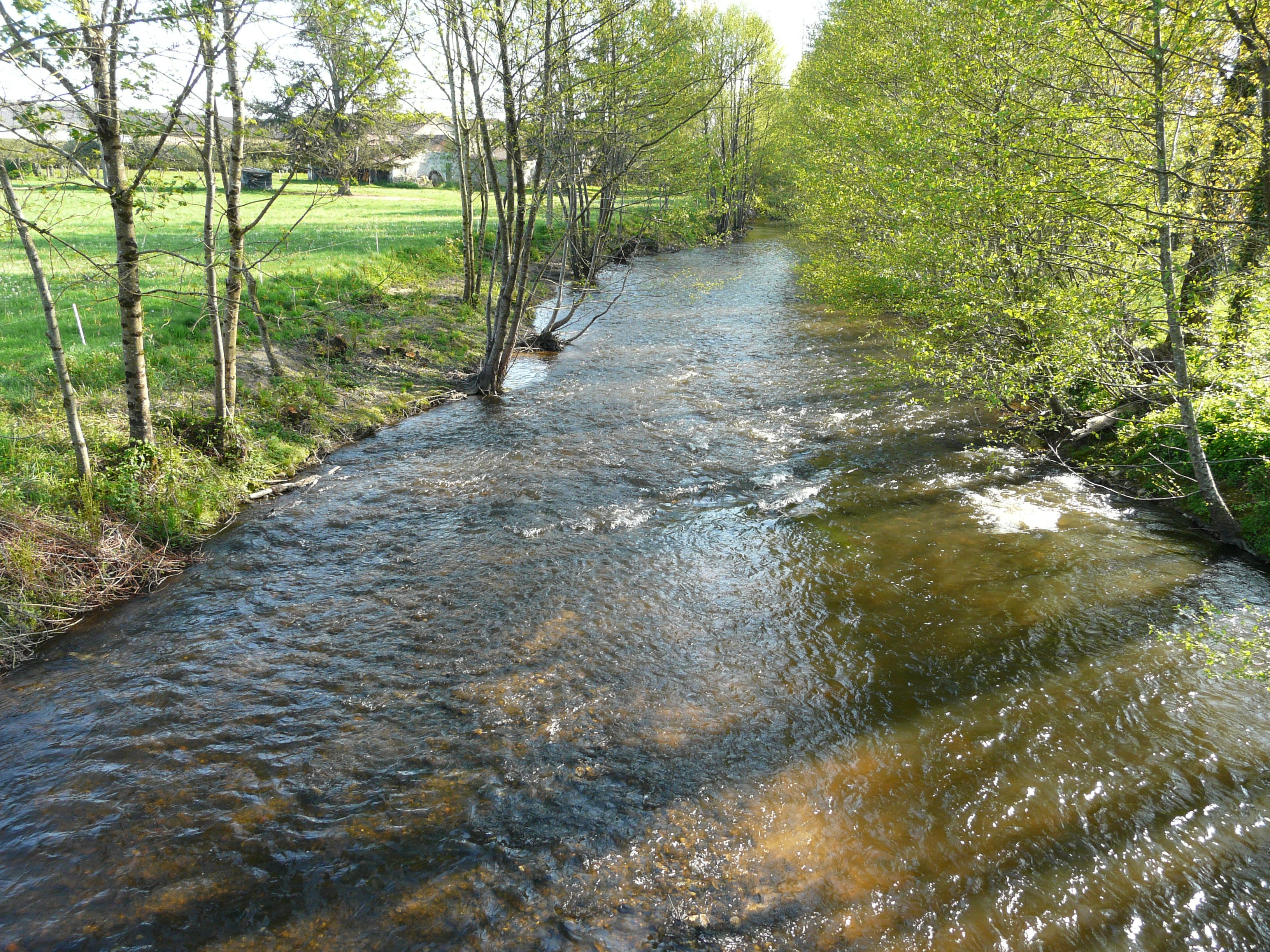
Река Дрон